# Noctua hoegei
Noctua hoegei är en fjärilsart som beskrevs av Herrich-Schäffer 1861. Noctua hoegei ingår i släktet Noctua och familjen nattflyn. Inga underarter finns listade i Catalogue of Life.